# Я буду жить (фильм)
«Я буду жить» — российский фильм 2022 года режиссёра Эдуарда Бордукова по сценарию Анны Козловой.

## Сюжет
Алла (Евгения Дмитриева) работает репетитором по английскому языку, а параллельно нянчится с инфантильными родственниками — дочерью, сыном, бывшими мужьями, которым и так посвятила большую часть жизни. Дочь Наташа ждёт ребёнка от случайного знакомого, сын Ваня заявляет о самостоятельности и хочет жить отдельно от матери, но за её деньги, а бывшие мужья Андрей и Сергей привыкли заявляться на обед или вечером.
Алла устала всем прислуживать, ей хочется наконец-то пожить для себя. Она принимает радикальное решение: сообщает утомившим родственникам, что неизлечимо больна. Мужья и дети плачут слезами сочувствия, но потом задумываются о возможном наследстве… Начинается настоящая битва, прекратить которую Алла может только очень необычным способом, преподав близким урок и заставив их наконец-то повзрослеть.

## В ролях
- Евгения Дмитриева — Алла Юрьевна Ковалёва
- Анна Старшенбаум — Наташа, дочь Аллы и Андрея
- Андрей Мартынов — Ваня, сын Аллы и Сергея
- Владимир Симонов — Андрей, бывший первый муж Аллы
- Сергей Ланбамин — Сергей, бывший второй муж Аллы
- Филипп Горенштейн — Петя, жених Наташи
- Надежда Иванко — Маша, подруга Вани
- Марина Чирикова — Настя, ученица Аллы

## Показ
Фильм вышел в прокат 3 ноября 2022 года, его посмотрели 72 825 зрителей, кассовые сборы составили 20 034 291 рублей.

## Рецензии
- Валерий Кичин — «Я буду жить» — семейная драма как испытательный полигон // Российская газета — Федеральный выпуск: № 276(8924) от 5 декабря 2022
- Максим Ершов — Чего хочет Алла: рецензия на фильм «Я буду жить» // Фильм.ру, 2 декабря 2022
- Петр Волошин — «Я буду жить»: Рецензия // Киноафиша, 2 ноября 2022